# Авлон, Джон
Джон Фи́ллипс А́влон (англ. John Phillips Avlon; род. 19 января 1973, США) — американский журналист и политический комментатор, главный политический аналитик и замещающий ведущий телеканала CNN (2018—н. в.), главный редактор и управляющий директор новостного и аналитического интернет-издания «The Daily Beast» (2013—2018), колумнист и помощник редактора консервативой ежедневной газеты «The New York Sun» (2002—2006), бывший главный спичрайтер мэра Нью-Йорка Рудольфа Джулиани. Является автором нескольких книг, в том числе «Независимая нация: как центристы могут изменить американскую политику» (англ. Independent Nation: How Centrists Can Change American Politics) (2004), в которой критически оценивает традиционный американский центризм и более поздний «радикальный центризм». Эта книга была признана лучшей политической книгой об американских центристских избирателях и охарактеризована как истинное изображение политической тенденции, от которой отвернулось большинство упрочившихся партий.
Один из создателей современного понимая концепции радикального центризма в США.

## Биография

### Родословная
Родился в семье Джона Джеффри Авлона и Дайанны Александры Филлипс. Имеет греческие корни.
Дед Джона по отцовской линии, Джон Авлон, происходил с острова Керкира (Греция). Он родился в семье Джорджа Авлона и Эддны Флессл. С завершением Первой мировой войны Джон Авлон остался сиротой после того как его семья погибла во время вспыхнувшего испанского гриппа. В 1920 году, будучи 8-9-летним ребёнком, он помогал загружать вещи на корабли, когда ему встретился американец и посоветовал отправиться в США. Через несколько дней он тайком проник на судно «El Presidente Wilson», которое уплывало в Соединённые Штаты. Там его приняла еврейская семья, управлявшая страховым агентством в Нью-Йорке. Хотя Джон Авлон так и не получил официального образования, в конечном итоге он добился успеха в бизнесе.
Бабка Джона по отцовской линии, Кэрол Джеффрис, имевшая английские и шотландские корни, родилась в Нью-Йорке в семье Герберта Оттли Джеффриса и Евы Джеральдин Ланг. Последняя, в свою очередь, родилась в Сан-Хосе (Коста-Рика) в семье канадца Роберта Ланга из Руссильона и американки Эвелин «Евы» Чендлер.
Дед Джона по материнской линии, Александр Константин Филлипс, родился в семье греков Константина Александра Филлипса родом с острова Самос (Греция) и Дионисии Стаматакис родом из Стамбула (Турция). Его женой была Тула Перл Карвелас.
Прадед Джона, Константин Александр Филлипс (1892—1968), с началом Балканских войн покинул Грецию со своей супругой Дионисией Стаматакис (1889—1963), поселившись в Буэнос-Айресе (Аргентина), где родились их дети. В ноябре 1917 года семья прибыла на остров Эллис (США), где из-за подозреваемоей серьёзной глазной инфекции у Дионисии находилась на карантине. После прохождения совета по расследованию и длительного процесса выздоровления, в феврале 1918 года они въехали в США и поселились в Кэмпбелле (Огайо). До ухода на пенсию Константин работал каменщиком на сталелитейном заводе компании «Youngstown Sheet and Tube» в Янгстауне.
Дед Джона, Александр Константин Филлипс, обучаясь в школе, а позднее на медицинском факультете, каждое лето работал на заводе «Youngstown Sheet and Tube» вместе со своим отцом Константином. В годы Второй мировой войны служил хирургом на Филиппинах, в том числе в дни сражения в заливе Лейте. После войны вернулся в родной город, где работал в больнице и вместе с женой Тулой Карвелас Филлипс воспитывал пятерых детей.
Отец Джона является адвокатом, занимается недвижимостью и имеет компании в Чарлстоне (Южная Каролина) и городе Нью-Йорк.

### Образование
Окончил Милтонскую Академию.
В 1996 году получил степень бакалавра политологии и американистики в Йельском университете.
В 2006 году окончил Школу бизнеса Колумбийского университета со степенью магистра делового администрирования.

### Карьера
В 1998—2001 годах работал самым молодым главным спичрайтером в администрации мэра Нью-Йорка Рудольфа Джулиани, позже став заместителем директора по коммуникациям. Также был директором по спичрайтингу и заместителем директора по политическим вопросам в президентской кампании Джулиани 2008 года.
После терактов 11 сентября 2001 года вместе со своей командой Авлон написал панегирики для всего персонала Пожарного департамента Нью-Йорка, Департамента полиции Нью-Йорка и Портового управления Нью-Йорка и Нью-Джерси, а также других работников аварийно-спасательной службы, погибших при уничтожении Всемирного торгового центра. Его эссе «The Resilient City», посвящённое этим трагическим событиям, было признано лучшим.
В качестве тележурналиста работал в сатирической телепрограмме «The Daily Show», на телеканалх CNN, MSNBC, в ток-шоу Билла Мара «Real Time with Bill Maher» и др.
Преподавал в Йельском университете, Нью-Йоркском университете, Школе управления имени Джона Ф. Кеннеди и др. Ранее был старшим преподавателем Манхэттенского института политических исследований.
В качестве комментатора новостей выступает по телевидению в программе «The Daily Show», на телеканалх MSNBC, CNN, C-SPAN, PBS, в ток-шоу «Real Time with Bill Maher», а также является ведущим созданного им шоу «Wingnut of the Week» на CNN.
В 2002—2006 годах — колумнист и помощник редактора консервативой ежедневной газеты «The New York Sun».
С 2008 года — старший политический обозреватель «The Daily Beast».

Колумнист Кэтлин Паркер написала об Авлоне:
Американцы, сытые по горло школой дебатов Энн Коултер/Майкла Мура, и ищущие кого-то, кто может стать ясным выразителем здравой умеренной позиции, возможно, обрели свой голос в лице Джона Авлона.
В течение всего избирательного цикла 2012 года в США выступал в новостной телепрограмме Эрин Барнетт «Erin Burnett OutFront» на CNN.
В 2013—2018 годах — главный редактор интернет-издания «The Daily Beast». К сентябрю 2014 года веб-сайт издания достиг своего нового рекорда, набрав 21 млн уникальных посетителей, что означало увеличение количества читателей в течение года на 60 % и общего размер его сообщества. В конце 2016 года Авлон сообщил о том, что сайт «The Daily Beast» удвоил свой трафик по сравнению с четырьмя предыдущими годами и достиг посещения более миллиона читателей в день.
Является членом советов директоров Союза граждан города Нью-Йорк и Академии литературы Бронкса, а также членом консультативного совета Ассоциации Теодора Рузвельта.
В 2010 году стал лидером-сооснователем политической организации/гражданского движения «No Labels», состоящего из республиканцев, демократов и не принадлежащих ни к каким партиям членов, миссия которого заключается в том, чтобы заставить правительство вновь заняться решением проблем общества. Принадлежит к группе «Reshape New York».
В 2011 году вместе с активистом Джоном Прендергастом и актёром Джорджем Клуни находился в качестве наблюдателя на референдуме по вопросу независимости Южного Судана от Судана, которым завершилась длившаяся более 20 лет гражданская война. По завершении поездки на обложке новостного журнала «Newsweek» появилась иллюстрация к статье Авлона под названием «A 21st Century Statesman» о Джордже Клуни. В этом же году мэр Нью-Йорка Майкл Блумберг назначил Авлона в Консультационный комитет по помощи избирателям.
В 2012 году Национальное общество газетных колумнистов (NSNC) вручило Авлону награду за лучшую онлайн-колонку.
В апреле 2018 года появилось сообщение о том, что Авлон работает над новой книгой, которая, как ожидается, будет опубликована осенью 2020 года под названием «Lincoln's Farewell», и посвящена последним пяти неделям жизни 16-го президента США Авраама Линкольна.
Является автором многочисленных статей и эссе.

## Личная жизнь
С 2009 года женат на Маргарет Гувер, правнучке 31-го президента США Герберта Гувера. Супруга Авлона, как и он, является известным политическим комментатором, а также политическим стратегом, медиа-персоной, феминисткой и ЛГБТ-активисткой. В 2013 году у пары родился сын Джек, а в 2015 году — дочь Тула Лу. Проживают в Нью-Йорке.

## Публикации

### Книги
- Independent Nation: How Centrism Can Change American Politics
- Washington’s Farewell: The Founding Father’s Warning to Future Generations
- Deadline Artists—Scandals, Tragedies and Triumphs:: More of Americaís Greatest Newspaper Columns
- Deadline Artists: America’s Greatest Newspaper Columnists
- Wingnuts: Extremism in the Age of Obama
- Wingnuts: How the Lunatic Fringe is Hijacking America
- Empire City: New York Through The Centuries[34][35]